# كيم هاي جين
كيم هاي جين (بالكورية: 김혜진)‏ هي ممثلة كورية جنوبية. ولدت يوم 28 فبراير 1975 في كوريا الجنوبية.

## روابط خارجية
- كيم هاي جين على موقع IMDb (الإنجليزية)
- كيم هاي جين على موقع أول موفي (الإنجليزية)
- كيم هاي جين على موقع قاعدة بيانات الفيلم (الإنجليزية)